# Oscar-díj a legjobb rövidfilmnek – újdonság
1932 és 1935 közötti Oscar-díj, amellyel párhuzamosan díjazták a Legjobb rövidfilm (vígjáték) kategóriában lévő alkotásokat is.
1932
- Wrestling Swordfish - Mack Sennett
  - Screen Souvenirs - Paramount Publix
  - Swing High - Metro-Goldwyn-Mayer

1933
- Krakatoa - Joe Rock
  - Menu - Pete Smith
  - The Sea - Education

1934
- City of Wax - Horace Woodard, Stacy Woodard
  - Bosom Friends - Skibo Productions
  - Strikes and Spares - Pete Smith

1935
- Wings Over Everest - Gaumont British and Skibo Productions
  - Audioscopiks - Pete Smith
  - Camera Thrills - Universal